# Zairebiantes microphthalmus
Zairebiantes microphthalmus – gatunek kosarza z podrzędu Laniatores i rodziny Biantidae. Jedyny znany przedstawiciel monotypowego rodzaju Zairebiantes oraz całej podrodziny Zairebiantinae.

## Występowanie
Gatunek jest endemiczny dla Demokratycznej Republiki Konga (dawnego Zairu).